# ダガリ語
ダガリ語（Dagaare）はグル語派に属する言語である。 話者はガーナやブルキナファソに居住するDagaaba族の人々である。

## 方言
エスノローグによれば、以下の3つに分類される。
- Southern Dagaare: 700,000人 (2003)
- Northern Dagara: 388,000人 (2001 Johnstoneand Mandryk)
- Dagaari Dioula: 21,000人 (1999 SIL)